# Razac-de-Saussignac
Razac-de-Saussignac é uma comuna francesa na região administrativa da Nova Aquitânia, no departamento Dordonha. Estende-se por uma área de 11,41 km². Em 2010 a comuna tinha 345 habitantes (densidade: 30,2 hab./km²).